# Виа Фламиния
Виа Фламиния (Via Flaminia – Фламиниевият път) е древен римски път, който водел от Рим през Апенините до Ариминум (дн. Римини) и е най-главният от римските пътища, водещи на север. Построен е от консула Гай Фламиний през 220 пр.н.е., малко преди Втората пуническа война. Няколко години по-късно, през 217 г. пр.н.е., Гай Фламиний загива в битката при Тразименското езеро. След Римини, пътят носи името Виа Емилия.
След продължителните граждански войни, голяма част от римските пътища са занемарени. Затова, Октавиан Август се заема със свои собствени средства да възстанови Виа Фламиния.